# Paranocaracris bulgaricus
Paranocaracris bulgaricus är en insektsart som först beskrevs av Viktor von Ebner-Rofenstein och Drenowski 1936.  Paranocaracris bulgaricus ingår i släktet Paranocaracris och familjen Pamphagidae. Inga underarter finns listade i Catalogue of Life.